# آلتلز
آلتلز (به لاتین: Altels) یک کوه در سوئیس است که در کانتون برن واقع شده‌است. آلتلز ۳٬۶۲۹ متر بالاتر از سطح دریا واقع شده‌است.